# Loi allemande sur les brevets
La Patentgesetz (loi sur les brevets), dans le droit allemand, garantit, avec le  droit des marques, la propriété sur le caractère immatériel et le design des produits innovants.

## Historique
Cette loi impériale (allemande) sur les brevets a été adoptée le 25 mai 1877 : elle disposait la création d'un bureau chargé de délivrer un titre de propriété aux inventeurs. La loi a été précisée une première fois en 1891, puis étendue en 1936. La Patentgesetz de 1936 a été révisée le 16 décembre 1980, révision entrée en vigueur le 1er janvier 1981. Elle a depuis connu un nombre considérable d'amendements (1993, 1998 et 2005) essentiellement pour préciser les questions de propriété dans le domaine des biotechnologies.

## Contenu de la loi
Cette loi définit à son §§ 1 – 25 PatG la notion de brevet et énumère quelles inventions sont brevetables. L'invention doit d'abord présenter un caractère technique. Pour la délivrance d'un brevet allemand (et c'est encore plus vrai pour un brevet européen), elle doit constituer un réel progrès par rapport à l'état de la technique, reposer sur une démarche de recherche et être exploitable commercialement (§§ 1 – 5 PatG). Il est désormais également possible de breveter des procédés ou des outils biologiques ; mais les éléments du corps humain, ses cellules ou des séquences de gènes ne le sont pas (§ 1a PatG). Il est tout aussi interdit de breveter des inventions portant atteinte à l'ordre public ou aux bonnes mœurs : il est, en particulier, interdit de recourir au clonage d'embryons ou d'organismes humains.
Dans ses deuxième et troisième paragraphes (§§ 26 – 33; §§ 34 – 64 PatG), la loi inscrit l'existence et le champ de compétence du Bureau des brevets (DPMA) ainsi que la procédure de saisine de cette institution.
Pour trancher les conflits relatifs aux brevets : validité ou non, chute dans le domaine public, un tribunal spécial, le Tribunal fédéral des brevets (BPatG) est institué. Il possède le statut de juridiction fédérale, son siège se trouve à Munich, et son autorité dans la hiérarchie juridique est celle d'une cour d'appel. Il peut être fait appel de ses décisions devant la Cour fédérale de Karlsruhe.
Le Tribunal fédéral des brevets est compétent pour trois types de procès :
- le procès en contestation (§§ 73 – 80 PatG),
- le procès en nullité (§§ 81 – 84 PatG) et
- l'injonction de mise dans le domaine public (§§ 85, 85a PatG)

Les jugements pris au terme d'un quelconque de ces procès peuvent être contestées devant la Cour fédérale de Karlsruhe.
La loi allemande sur les brevets accorde différentes garanties civiles au détenteur en matière de secret commercial et dommage, de publicité, de rappel ou d'annulation, dans la mesure où il est établi qu'une mise sur le marché porte atteinte (Patentberühmung) à l'exclusivité de son brevet (§§ 139ff., 146 PatG). Les dispositions du § 142 PatG constituent une annexe du droit pénal allemand (Nebenstrafrecht).
Dans tous les autres cas, les constestations peuvent être soumises aux chambres civiles des cours d'appel régionales (§ 143 Abs. 1 PatG). L'autorité est restreinte (pour les procès d'audience interrégionale) à quelques cours d'appels seulement.

## Voir également
(de) Loi allemande sur les brevets (Wikisource germanophone)
(de) Loi allemande sur les brevets (Wikisource germanophone)
- ipforum-wiki – Gewerblicher Rechtsschutz

(de) « Version courante », sur Gesetze im Internet
- LCCN
- GND
- Israël